# Balloon Bomber
Crazy Balloon és un videojoc llançat el 1980 per l'empresa japonesa Taito.

## Objectiu del joc
En aquest joc d'estratègia i habilitat, l'objectiu és guiar un globus a través d'un laberint ple d'obstacles. No s'ha de tardar massa a portar el globus a la sortida, ja que un home apareixerà i llançarà un buf, el que obligarà al globus a moure's. Just quan el jugador pensa que arribarà a la sortida, uns ajudants executaran diferents maniobres per rebentar el globus.

## Per a consoles
- Commodore C64 (1983).
- Sony PlayStation 2 (2005, "Taito Memories Vol. 2").
- Microsoft XBOX (2006, "Taito Legends 2").
- Sony PlayStation 2 (2006, "Taito Legends 2").

## Per a PC
- PC - CD-ROM (2006, "Taito Legends 2").